# アッセリアン
| 累代        | 代     | 紀           | 基底年代 Mya |
| ----------- | ------ | ------------ | ------------ |
| 顕生代      | 新生代 | 第四紀       | 2.58         |
| 顕生代      | 新生代 | 新第三紀     | 23.03        |
| 顕生代      | 新生代 | 古第三紀     | 66           |
| 顕生代      | 中生代 | 白亜紀       | 145          |
| 顕生代      | 中生代 | ジュラ紀     | 201.3        |
| 顕生代      | 中生代 | 三畳紀       | 251.902      |
| 顕生代      | 古生代 | ペルム紀     | 298.9        |
| 顕生代      | 古生代 | 石炭紀       | 358.9        |
| 顕生代      | 古生代 | デボン紀     | 419.2        |
| 顕生代      | 古生代 | シルル紀     | 443.8        |
| 顕生代      | 古生代 | オルドビス紀 | 485.4        |
| 顕生代      | 古生代 | カンブリア紀 | 541          |
| 原生代      | 原生代 | 原生代       | 2500         |
| 太古代      | 太古代 | 太古代       | 4000         |
| 冥王代      | 冥王代 | 冥王代       | 4600         |
| 1. 2. 3. 4. |        |              |              |

アッセリアン（英: Asselian）は、国際層序委員会によって定められた地質学用語である、地質時代名の一つ。2億9890万年前（誤差15万年）から2億9352万年前（誤差17万年）にあたる、前期ペルム紀（シスウラリアン世）を四分した最初の期である。前の期は石炭紀の後期ペンシルバニアン亜紀の最後の期グゼリアン、続く期は前期ペルム紀の2番目の期サクマーリアン。模式地はロシアの南部ウラルを流れるアッセル川の流域に位置する。
前の期グゼリアンから次の期サクマーリアンにかけてはゴンドワナ大陸でゴンドワナ氷床が最も範囲を広げていた時期であり、造礁生物群集はその勢力を縮小していた。

## 層序
ロシアの層序学者V・E・ラゼンチェフがアーティンスキアンを分割し、アッセリアン階は1954年に学術論文に導入された。その時点ではアーティンスキアンは下部ペルム系の大部分を占めていたが、現在ではより年代が狭まっている。アッセリアンという名称はロシアのバシコルトスタン共和国とカザフスタンのウラル山脈南部にアッセル川にちなんでいる。
アッセリアン階の基底はシスウラリアン統およびペルム系の基底と同値であり、コノドント Streptognathodus isolatus が初めて出現する層序記録の場所として定義されている。国際標準模式層断面及び地点(GSSP)はカザフスタンのアクトベに位置するウラル山脈のアイダララシュ川の谷に所在する。

## 日本において
大分県臼杵市からは下部アッセリアン階の指標種 Sphaeroschwagerina fusiformis と関連するフズリナ Pseudoschwagerina orientale が産出している。
山口県美祢市に分布する秋吉帯の秋吉石灰岩のグゼリアン階からアッセリアン階では、背礁側では極めて少ないものの礁中核部で普遍的に外肛動物の化石が確認できる。同じく秋吉帯に属する帝釈石灰岩は宇山野累層の Pseudoschwagerina 帯（上部アッセリアン階）から7属、Triticites contractus 帯（上部グゼリアン階 - 下部アッセリアン階）から4属のアンモナイトが記載されており、そのうち属種不明のものを除いて10属がアッセリアン階のアンモナイトフォーナを構築する。従来アッセリアン階から産出しない Shumardites と Vidrioceras を除く8属は7属が古テチス区パミール高原、6属がウラル区、5属が古テチス区南中国、4属がアメリカ区、3属が北極区との共通属である。グゼリアン階を含めると10属中10属がウラル区、8属がパミール高原、7属がアメリカ区との共通属となり、帝釈石灰岩がアッセリアン期にはウラル区・古テチス区・アメリカ区の中間に位置する、パンサラッサ海中央の低緯度海域に分布していたことが示唆されている。
兵庫県篠山地域の藤岡奥セクションは示準化石となるコノドント化石が産出しなかったものの、Pseudoalbaillella simplex や Paraf ollicucullus sakumarensis といった前期ペルム紀アッセリアンからクングーリアンまでを示す放散虫化石が得られている。